# Спас Иванов
Спас (Сава) Иванов Абрашев е копривщенски лекар и фармацевт, участник в Априлското въстание. Член е на Привременното българско началство в Първата българска легия в Белград.

## Биография
Син е на Иван Спасов Абрашев и Рада Герова-Мушек, дъщеря на учителя Геро Добрович. По-малък брат е на митрополит Доротей Скопски. Спас Иванов учи медицина във Виена, съставя привременния Щатут – 14 юли 1862 година.Според друг източник Статута на привременното българско началство в Белград, е съставен от Георги Раковски на 15 юни 1862 г.
По време на Априлското въстание в откритата през 1862 г. „Спицерия“ (аптека) на д-р Спас Иванов се помещава Привременния съвет, тук Тодор Каблешков пише прочутото Кърваво писмо.
По-късно копривщенските революционери са хванати и затворени, начело с Тодор Каблешков, Панайот Волов, Георги Икономов и Найден Попстоянов. Една част от тях били затворени в „спицерията“, а друга – в църквата „Св. Николай“.
От 1956 г.  в „спицерията“ се помещава Дирекцията на музеите в Копривщица..